# Alue Kaol
Alue Kaol is een bestuurslaag in het regentschap Aceh Timur van de provincie Atjeh, Indonesië. Alue Kaol telt 1175 inwoners (volkstelling 2010).